# Cereopsius whitei
Cereopsius whitei là một loài bọ cánh cứng trong họ Cerambycidae.